# Réginald Ray
Réginald Ray (Cucq, 31 ottobre 1968) è un allenatore di calcio ed ex calciatore francese di ruolo attaccante.

## Carriera

### Calciatore
Ha giocato quasi unicamente in Division 2, della quale è stato per una volta il capocannoniere, tranne un anno passato in Division 1 col Guingamp col quale vince anche la Coppa Intertoto 1998 e qualche anno nelle divisioni minori francesi e nel campionato di La Riunione.

### Allenatore
Inizia la carriera da allenatore nella sua ultima squadra da calciatore, il Remilly, rimanendovi per 2 anni. Passa poi al ruolo di viceallenatore in squadre francesi e agli inglesi dell'Aston Villa e poi ripassare al ruolo di capo allenatore nel Championnat National e in Ligue 2.

## Palmarès

### Club

#### Competizioni internazionali
- Coppa Intertoto UEFA: 1

Guingamp: 1996

### Individuale
- Capocannoniere del Championnat de France de football de Division 3: 1

1990-1991
- Capocannoniere della Ligue 2: 1

1997-1998 (20 gol),